# Il ragazzo con la maglietta a strisce
Il ragazzo con la maglietta a strisce è un'autobiografia scritta dal leader di Rifondazione Comunista Fausto Bertinotti con la collaborazione della regista cinematografica Wilma Labate e pubblicata dalla casa editrice Aliberti editore nel 2005.

## Trama
L'opera è scritta sotto forma di intervista, o per meglio dire di conversazione: la Labate rivolge a Bertinotti varie domande con temi che vanno dal cinema alla politica, dall'autobiografia al rapporto con i genitori fino a toccare argomenti più recenti, come ad esempio la nascita del movimento no-global.